# حد سامع حاجة (فلم)
حد سامع حاجة فيلم مصري أُنتج عام 2009 من إخراج سامح عبد العزيز. وقصته مأخوذة عن الفيلم الأمريكي أغرب من الخيال المُنتج عام 2006.
تاريخ الفيلم يوافق عيد الأضحى المبارك عام 1430 هـ.

## القصة
سامي عباس شاب في مقتبل العمر، خجول وقليل الخبرة وسلبي، ويتعامل مع الناس بحرص شديد، كما رباه والده المتوفي، والذي كأن يظن أن تربية سامي في جأنب الخير، هو الذي سيعينه في هذه الدنيا المليئة بالشرور، ونسى أن قليل من الشر يصلح لمواجهة الشر في هذه الحياة، ولذلك كأن سامي يسمع صوتًا غريبًا، لم يدرك أنه صوت ابيه، ينبهه للأحداث الحالية والقادمة وينتقد تصرفاته، فإضطر سامي لأن يلجأ للطبيب النفسي علوي عادل الذي يدخن المخدرات ومتزوج عرفيًا وسرًا من سكرتيرته، والذي نصحه بأن تكون له علاقة عاطفية، ليس من المهم أن تنجح، لكن المهم أن يقيم العلاقة، فلما علم الطبيب أنه معجب بريم ابنة صاحب العمل الليثي فنصحه بمعارضتها ومعاملتها بشدة، وإظهار عدم رغبته في التقرب منها، حتَّى يكون مختلفًا عن الآخرين ويلفت نظرها، وفي اجتماع الشركة الذي حضره سامي بصفته مديرًا للعلاقات العامة، عارض توقيع مشروع جديد، فتوقف المشروع، ثم تكتشف ريم أن سامي كأن على حق بعد أن أثنى والدها الليثي على عدم توقيع المشروع، وقد كأن المستفيد من المشروع مدير عام الشركة جاسر الذي كأن يلقى بشباكه حول ريم، فلما اتجهت فريسته نحو سامي أصبح عدوه اللدود، وحاول نقله لفرع الشركة في أسوأن، ولكن سامي استجمع بعض الشر كنصيحة الدكتور علوي لمجابهة جاسر، لكنه أيضًا كأن سلبيًا فلم يشأ مواجهته، بل دخل منزله خلسة وصنع له بعض المقالب لينتقم منه، ثم استجاب سامي لتقرب ريم منه، وسارت علاقة حب ناجحة لم يفسدها سوى محاولات جاسر الشريرة، وبدأت الأصوات التي كأن يسمعها سامي تخفت بعض الشيء عندما بدأ سامي التخلي عن سلبيته، وأخيرًا أخبره الصوت الذي يسمعه وحده بأن نهايته ستكون على يد الشر المتمثل في جاسر، وذلك يوم زفافه من ريم، فلم يأبه سامي لذلك التهديد، وهنا تدخلت والدة سامي المتوفاة واتهمت والده بأنه السبب في ميول سامي نحو الخير مما أدى لسلبيته، وقلة خبرته، فعمد والده لتغيير النهاية باستبدال المسدس الموجود بيد جاسر بوردة قدمها جاسر للعروسين مهنئا بالزواج.

## طاقم التمثيل
- رامز جلال: (سامي)
- لاميتا فرنجية: (ريم)
- ماجد الكدواني: (دكتور علوي)
- محيي إسماعيل: (الراوي)
- إدوارد: (وليد)
- دينا: (باكينام)
- علاء مرسي: (سمير)
- مراد مكرم: (جاسر)

## وصلات خارجية
- مقالات تستعمل روابط فنية بلا صلة مع ويكي بيانات